# Renfe Class 102
Renfe Class 102 або S-102 — високошвидкісний поїзд, який використовується службою AVE і експлуатується в Іспанії державною залізничною компанією Renfe, базується на технологіях Bombardier Transportation. 
Крім AVE, Talgo продає цей поїзд як Talgo 350. 

Через розроблення серії, з'явилися вагони що відрізняються розташуванням сидінь та призвело до появи модифікації S-112.

## Передумови, дизайн і замовлення
AVE Class 102 створено компанією Talgo спільно з компанією Adtranz (пізніше Bombardier Transportation), яка розробляла технологію для електропоїздів, для лінії Мадрид — Барселона.
Поїзди мають склад з пасажирських вагонів Talgo, модифікованих для забезпечення швидкості до 350 км/год з моторними вагонами на кожному кінці. 
Його сертифікована максимальна робоча швидкість становить 330 км/год через обмеження восьми двигунів потужністю 1000 кВт (1300 к.с.). 
Поїзди можуть складатися до 12 вагонів Talgo серії VII.

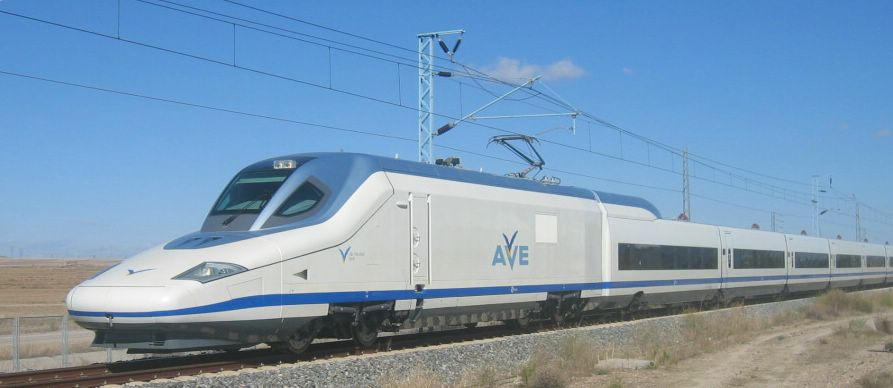
Моторний вагон

Через аеродинамічний дизайн моторних вагонів, що нагадує дзьоб, поїзд отримав прізвисько Pato, що з іспанської означає качка. 
Конструкція дзьоба зменшує шум, створюваний опором повітря на максимальних швидкостях.
Серійні поїзди розраховані на максимальну швидкість 330 км/год. 

Цієї максимальної швидкості мало бути достатньо, щоб виконати тендерну умову про час подорожі між Мадридом і Барселоною за дві з половиною години. 
Експерти пояснюють це зменшення порівняно з початковими планами бюджетними причинами, які випливають із сильно збільшених вимог до потужності на ще вищих швидкостях. 

### Renfe клас 112
Початкове замовлення Renfe у 2004 році містило 16 серійних поїздів, поставка яких почалася у 2004 році. 
Подальше замовлення було на 30 подібних поїздів, які поставлені у 2008-10 рр і позначені як клас 112 (S-112). Перший поїзд з цього замовлення поставлено в червні 2010 року. 

## Випробування, тестування та використання
Під час випробувань прототипу (пізніше використовуваного ADIF як тестовий потяг класу 330) 11 жовтня 2002 року досягнута швидкість 362 км/год. 

Випробування на схвалення серії почалися у 2004 році. 
Схвалення серії вимагає проведення випробувань на швидкостях, які на 10% перевищують бажану дозволену максимальну швидкість. 
Під час випробувань новий рекорд 365 км/год досягнуто вранці 26 червня 2004 року. 

Після успішного завершення випробувань перші вісім одиниць серії почали працювати на лінії Мадрид — Сарагоса — Лейда 26 лютого 2005 року. 

Спочатку максимальна службова швидкість була обмежена до 200 км/год через проблеми з системою керування поїздами та сигналізацією на лінії.
Після введення в експлуатацію системи керування поїздом ETCS L1 максимальну швидкість збільшували поступово. 

З 7 травня 2007 

поїзди рухаються з максимальною швидкістю 300 км/год 
.
Після стабілізації системи керування поїздами ETCS L2 поїзди зможуть подолати відстань у 621 км між Мадридом і Барселоною приблизно за 2 години 30 хвилин із максимальною швидкістю 330 км/год. 
 
Однак безперервні рейси виконуються поїздами класу 103, тоді як S-102 використовуються для рейсів із проміжними зупинками, з часом у дорозі від 2 годин 57 хвилин до 3 годин 23 хвилин. 

## Експорт

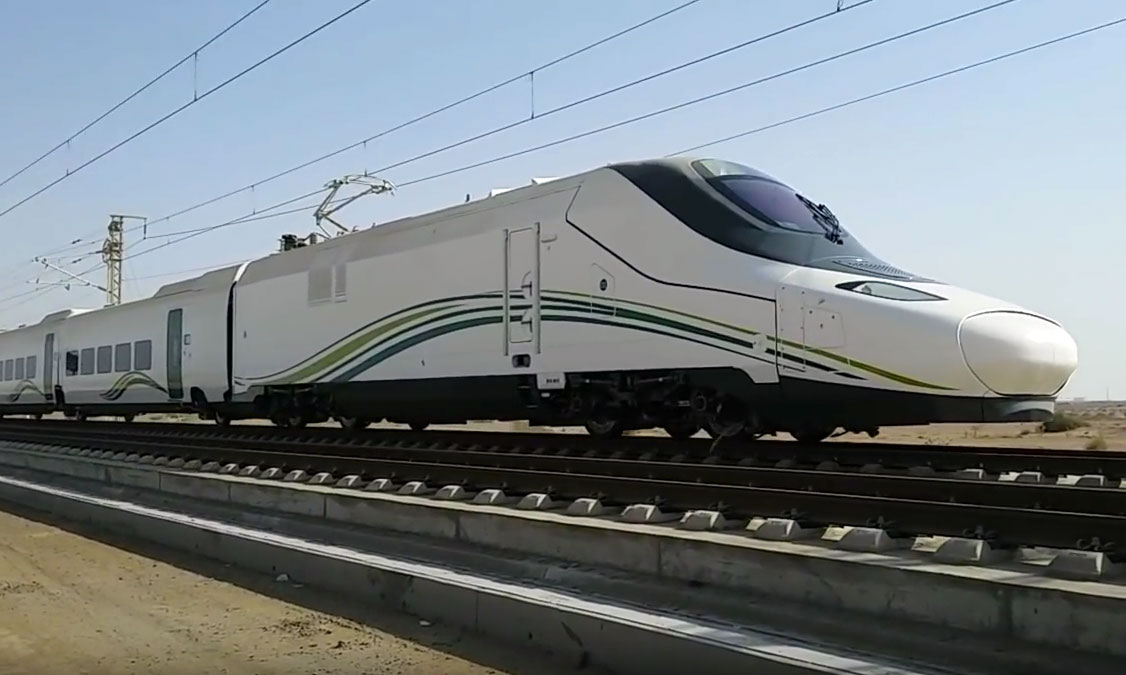
Talgo 350 для високошвидкісної залізниці Медина — Мекка

Потяги Talgo 350 на основі конструкції Class 102 використовуються на високошвидкісній залізниці Медина — Мекка в Саудівській Аравії згідно з контрактом, підписаним у жовтні 2011 року. 
Послуга почала працювати у вересні 2018 року. 